# Praha-Karlín (železniční zastávka)
Praha-Karlín je zaniklá železniční zastávka na trati do Kolína a České Třebové. Stála pod severním svahem vrchu Vítkov, na nynějším severním okraji katastrálního území Žižkov v místě, kde je na severní straně trati výběžek k.ú. Žižkov. Zastávka byla přístupná z karlínské ulice Pernerovy prolukou mezi domy č.p. 324 a 357, mezi Karlínským náměstím a Žižkovským tunelem pro pěší.

## Historie

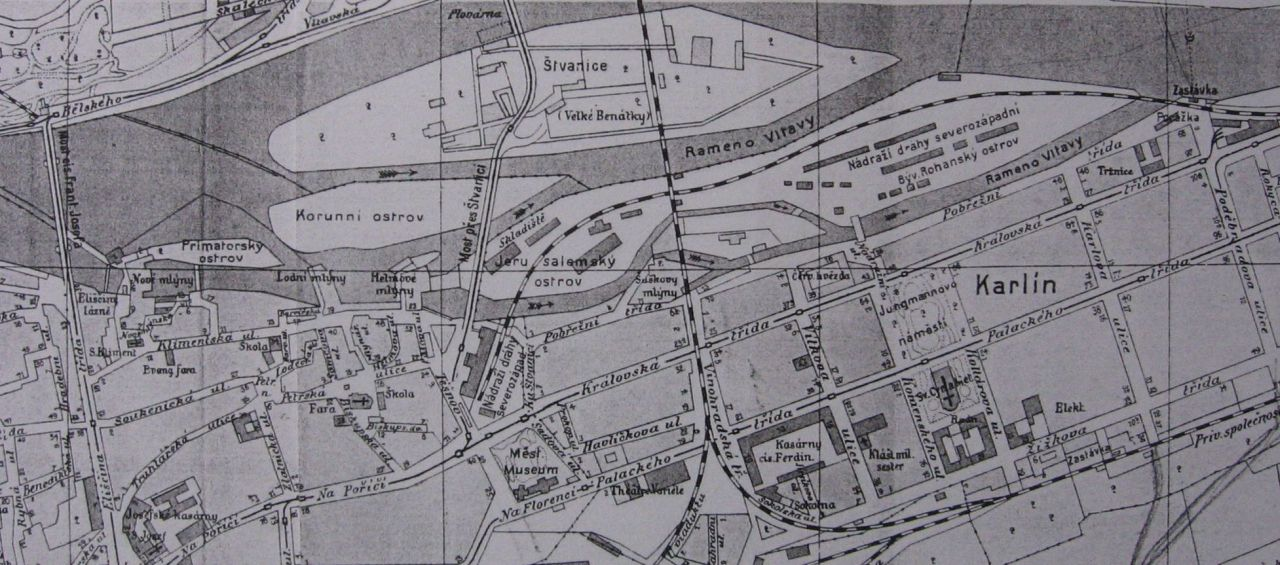
Okolí karlínské zastávky (1910)

Železniční zastávka byla zřízena na původní dvoukolejné neelektrifikované trati roku 1899. V letech 1899–1918 se nazývala Karlín (Karolinenthal), 1918–1939 Karlín, 1939–1942 Karolinenthal / Karlín, 1942-1945 Prag-Karolinenthal / Praha-Karlín, 1945–1957 Praha-Karlín.
Dřevěná čekárna na nástupišti zastávky (vpravo v pohledu od Prahy) stála těsně u opěrné zdi u vrchu Vítkov za koncem odvratové koleje u Hrabovky. Byla přístupná po lávce, ze které se mohlo dál pokračovat na cesty vítkovské stráně.

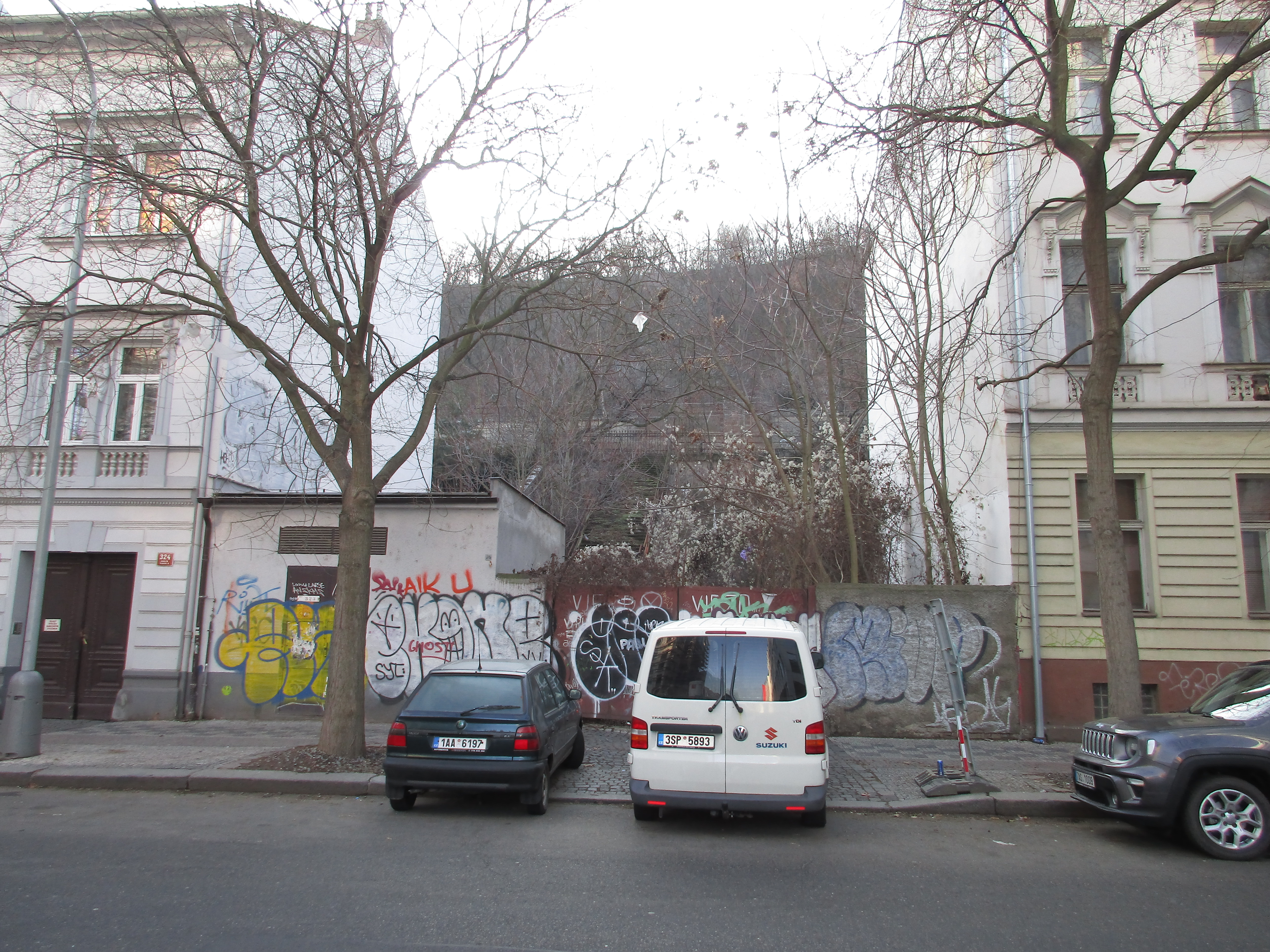
proluka s přístupovým schodištěm

K roku 2017 bylo ze zastávky dochováno torzo železného zábradlí, zarostlé nástupiště, některé z trakčních stožárů z elektrizace tratě (rok 1928) a přístupové schodiště z ulice Pernerova, které je na soukromém pozemku, nedostupné a zarostlé.
Zastávka a její lávka byly zrušeny roku 1957. Je v plánu zastávku v Karlíně obnovit. V rámci Landscape Festivalu 2018, který vyzýval k oživení některých míst ve veřejném prostoru, byla vystavena také dřevěná maketa nové zastávky Praha-Karlín. Byla ale umístěna v místě bývalé Odbočky Hrabovka (u vyústění Peckovy ulice), nikoliv v místě původní zastávky.